# Gardon
A Gardon vagy Gard folyó Franciaország területén, a Rhône jobb oldali mellékfolyója.

## Földrajzi adatok

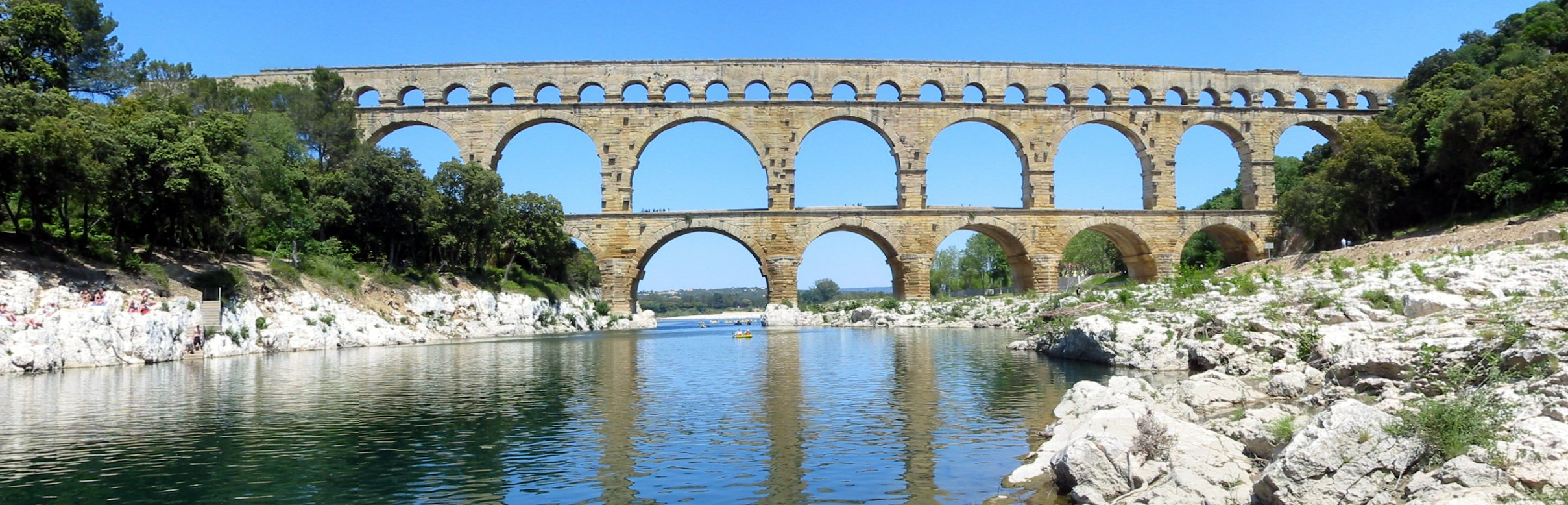
A Pont du Gard

Lozère megyében a Cévennes-hegységben az Alès és az Anduze összefolyásával keletkezik, és Montfrin-nél, Gard megyében torkollik a Rhône-ba. Hossza 127,3 km. Világhírű hídja a római korban épült Pont du Gard.

## Megyék és városok a folyó mentén
- Lozère
- Gard : La Grand-Combe, Alès, Anduze, Saint-Jean-du-Gard, Saint-André-de-Valborgne Remoulins, Montfrin